# 圆山应举
圆山应举（日语：〔〕／ Maruyama Ōkyo，1733年6月12日—1795年8月31日），日本江户时代中期的画家。近现代的京都画坛仍有系统延续的圆山派的始祖，圆山派的特色是重视写生并容易让人产生亲近感的画风。他的姓常被误写为“丸山（まるやま）”。圓山應舉被認為是幽靈圖始祖。

## 經歷
享保18年（1733年），出生于丹波国桑田郡穴太（あのお）村（现在的日本京都府龟冈市）的一户农家，是这户农家的第二个儿子。穴太因有作为西国三十三所的札所寺院的穴太寺而知名。圆山应举少年时代的情况不是很清楚，但是可以知道他于15岁之后不晚于20岁时，从京城出发，投入引领了“狩野探幽”流派的鹤泽派画家石田幽汀的门下开始学画。
20多岁的时候，因从事制作“眼镜绘”而为人所知。所谓的“眼镜绘”是指应用西洋画技法中的线透视原理来描绘风景或物品等，然后置于一个嵌有叫“觇视镜”的凸透镜的箱子中，通过这个透镜来看这些图画，会看到所描绘的景物产生立体效果。这样的图画就叫“眼镜绘”。
从明和3年（1766年）开始使用“应举”这个名字。“应举”乃“应『钱舜举』（中国宋末元初的画家）”之意，也包含有“(想)画出不输于中国大家水准的绘画作品”的意思。在这个时候恰好又交到三井寺圆满院的佑常门主这个知己。佑常是从王宫权贵“二条家”出来到“门迹寺院”落发为僧的人物，他留下了记录有日常杂事的《万志》一书，在这本书中详细地记载了圆山应举的言语行动，成为同时代相关资料中重要的文献纪录。
这个佑常门主和豪商三井家是圆山应举主要的赞助者。代表作《七难七福图》，《孔雀牡丹图》等等皆是二战之前一直传承于三井家圆满寺内的，《雪松图》也一直传承于三井家。另外，兵库县大乘寺以及他老家穴太村金刚寺的壁画群也可以算作是他的代表作。
圆山应举画风上最大的特色可以说是在现在的日本画家中也一直被尊崇的“重视写生”。根据前面提到的《万志》所记载，应举的怀中常常揣着一张写生贴，只要一有闲暇就全神贯注的进行素描写生创作。
现存的《花鸟写生图卷》（私人收藏，重要文物），东京国立博物馆收藏的《写生贴》等画，就是从各个角度客观的描绘了动物，昆虫，植物的形态。圆山应举的画，是以这样的写生技术为基础，使用了日本绘画中传统的题材，创造出具有丰富装饰性的画面为特色的。以根津美术馆收藏的《藤花图》举例来说，藤的枝干没有描绘轮廓线，而是大胆的使用“付立”（注）的技法画出来枝干，然后精细和写实的画出花的部分，整体的看上去显现出光琳派一样的具有丰富装饰性的大画面而成功创作的。因为有卓越的的画技和富有亲和力的画风，圆山应举的画得到以三井家为首的富裕的城市人阶层的喜爱。他著名的弟子有吴春，长泽芦雪，森徹山，源琦等。以圆山应举为始祖的这一派被称为“圆山四条派”，这个谱系流传到现代，就是如今的京都画坛。
（注）所谓“付立”画法，是整个笔画以淡墨为基调，笔画的开端则用浓墨，一个笔画表现出整体浓淡的技法。

## 代表作

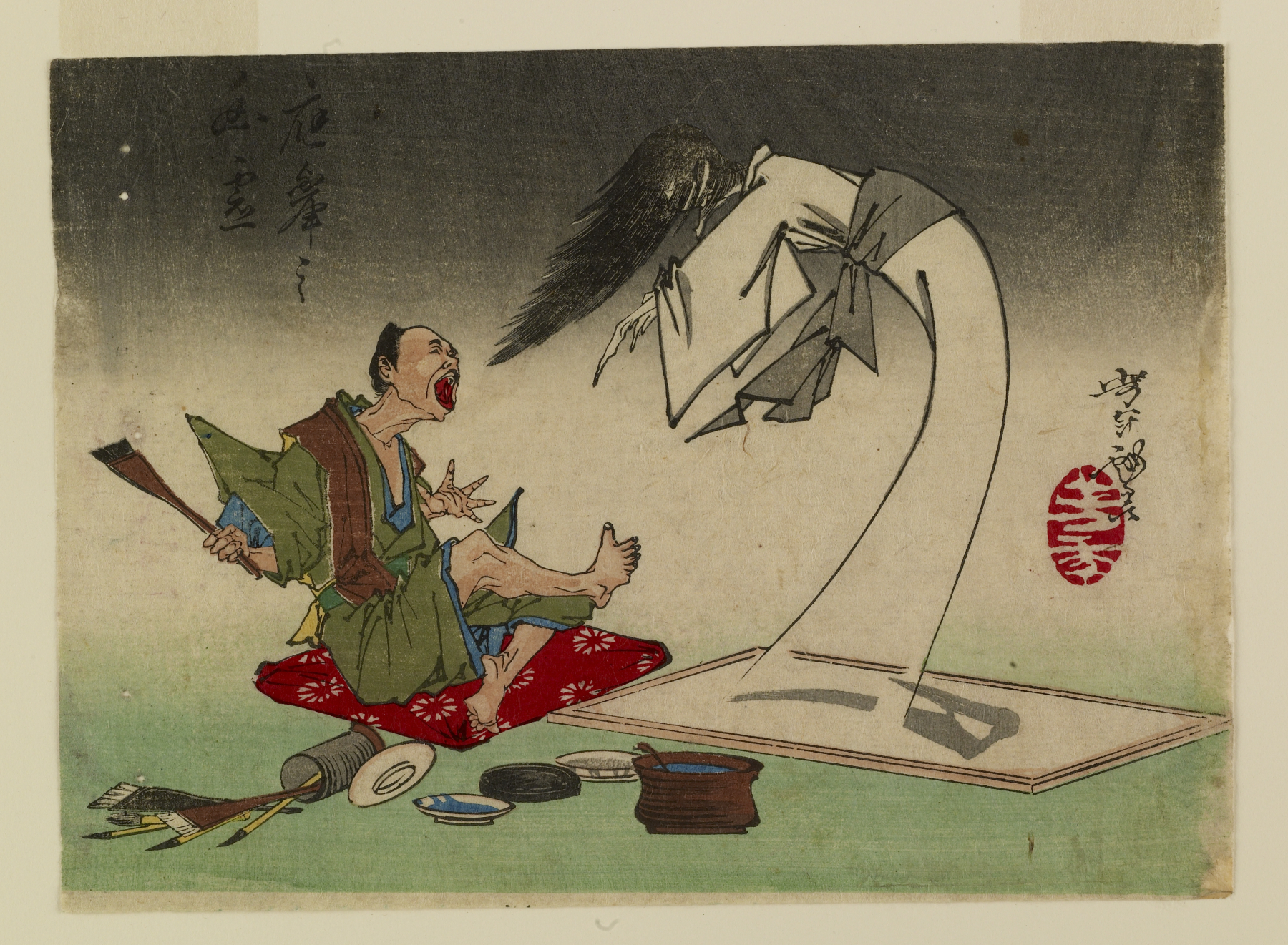
圆山应举所创作幽灵(1882)

- 雪松图屏风（年份不詳） 三井记念美术馆收藏（国宝）
- 七难七福图卷 明和5年（1768年） 原收藏于万野美术馆（2004年休业）（重要文物）
- 孔雀牡丹图 明和8年（1771年） 原收藏于万野美术馆（重要文物）
- 云龙图屏风 安永2年 （1773年） 岐阜县 公司收藏（重要文物） 原置于东寺观智院
- 藤花图屏风 安永5年 （1776年） 根津美术馆收藏（重要文物）
- 雨竹风竹图屏风 安永5年 （1776年） 京都府 圆光院收藏（重要文物）
- 大乘寺壁画（165面） 天明7年 （1787年）以及宽正7年（1795年） 兵库县 （香美町）大乘寺收藏（重要文物）
- 金刚寺壁画 天明8年（1788年） 京都府 金刚寺收藏（重要文物） 由东京国立博物馆托管
- 金刀比罗宫壁画 天明7年（1788年）以及宽正6年（1794年） 金刀比罗宫收藏（重要文物） 描绘有三井家的注文。底座上贴的图画“瀑布图”非常有名。
- 保津川图屏风 宽正7年 （1795年） 私人收藏（重要文物）